# Municipio de Scott (condado de Henry)
El municipio de Scott (en inglés: Scott Township) es un municipio ubicado en el condado de Henry en el estado estadounidense de Iowa. En el año 2010 tenía una población de 1389 habitantes y una densidad poblacional de 14,79 personas por km².

## Geografía
El municipio de Scott se encuentra ubicado en las coordenadas 41°7′6″N 91°25′42″O / 41.11833, -91.42833. Según la Oficina del Censo de los Estados Unidos, el municipio tiene una superficie total de 93.89 km², de la cual 93,89 km² corresponden a tierra firme y (0 %) 0 km² es agua.

## Demografía
Según el censo de 2010, había 1389 personas residiendo en el municipio de Scott. La densidad de población era de 14,79 hab./km². De los 1389 habitantes, el municipio de Scott estaba compuesto por el 97,19 % blancos, el 0,86 % eran afroamericanos, el 0,14 % eran amerindios, el 0,5 % eran asiáticos, el 0,43 % eran de otras razas y el 0,86 % eran de una mezcla de razas. Del total de la población el 1,15 % eran hispanos o latinos de cualquier raza.